# Nicolas Figère
Nicolas Figère (ur. 19 maja 1979 w Moulins) – francuski lekkoatleta, młociarz.

## Osiągnięcia
- złoty medal młodzieżowych mistrzostw Europy (Amsterdam 2001)
- 12. lokata na mistrzostwach świata (Edmonton 2001)
- 11. miejsce podczas mistrzostw świata (Paryż 2003)
- brąz igrzysk śródziemnomorskich (Almería 2005)
- olimpijczyk z Londynu (2012) – 32. lokata w eliminacjach i brak awansu do finału
- liczne tytuły mistrza Francji

Kontrola antydopingowa przeprowadzona po Superlidze Pucharu Europy (23 czerwca 2007, Monachium) wykazała u Figère obecność niedozwolonych środków. Sankcja indywidualna nie była dotkliwa – publiczne ostrzeżenie oraz miesięczna dyskwalifikacja. Bardziej dotkliwe było anulowanie wyniku zawodnika z tej imprezy, francuskiej drużynie odebrano punkty wywalczone w tej konkurencji, w wyniku czego odebrano im zwycięstwo na tej imprezie (ostatecznie wygrana przypadła Niemcom).

## Rekordy życiowe
- rzut młotem – 80,88 (2001)